# City of the dead
City of the dead er en dansk eksperimentalfilm fra 1991, der er instrueret af Lars Erik Toft.

## Handling
En turbulent rundtur i Cairo med endestation i byens gigantiske kirkegård, der tjener som bolig for tusinder af hjemløse.